# رالف هيك
رالف هيك (بالإنجليزية: Ralph Heck)‏ هو لاعب كرة قدم أمريكية أمريكي، ولد في 6 نوفمبر 1941 في بيتسبرغ في الولايات المتحدة.

## وصلات خارجية
- رالف هيك على موقع مرجع كرة القدم المحترفة.كوم (الإنجليزية)